# Кабрал, Александр
Александр Кабрал (литературый псевдоним Хосе душ Сантуша Кабрала) (порт. Alexandre Cabral; 17 октября 1917, Лиссабон, Португалия — 21 ноября 1996, там же) — португальский писатель
, драматург, эссеист, переводчик, историк литературы, литературовед. Политик. Представитель неореализма в литературе Португалии.

## Биография
Учился в школе для солдатских детей. С 15-летнего возраста трудился на различных работах, эмигрировал в бывшее Бельгийское Конго, где прожил три года. По возвращении на родину был редактором информационного агентства, затем рекламным агентом и клерком в фармацевтической компании. Позже работал в рекламном агентстве и одновременно учился на факультете литературы Лиссабонского университета.
Специалист по творчеству писателя Камилу Каштелу Бранку, которому посвятил бо́льшую часть своей жизни, создатель словаря Dicionário de Camilo Castelo Branco в 1989 году. Проявил себя писателем-исследователем культурной и социальной истории XX века. Борец за демократию, с юности был членом Португальской коммунистической партии, за что подвергался репрессиям, сидел в тюрьмах.
Регулярно сотрудничал с журналами и газетами, входил в состав руководящих органов разных учреждений, связанных с политикой или культурой.
Как писатель-фантаст дебютировал в 1937 году произведениями Cinzas da Nossa Alma и Parque Mayer em Chamas.
Занимался литературными переводами на португальский язык, в частности, произведений Роже Мартена дю Гара, Анатоля Франса, Клода Руа, Ярослава Гашека, Микаила Садовяну и других. В своих первых романах использовал псевдоним З. Ларбак .
Лауреат литературной премии Хасинто ду Прадо Коэльо (1989).

## Избранные произведения

### Проза
- 1937 — Cinzas da Nossa Alma
- 1938 — Contos Sombrios
- 1942 — O Sol Nascerá um Dia
- 1947 — Contos da Europa e da África
- 1949 — Fonte da Telha
- 1953 — Terra Quente
- 1955 — Malta Brava
- 1956 — Histórias do Zaire
- 1961 — Margem Norte
- 1970 — Memórias de um Resistente
- 1981 - A Quinta do Meu Avô (для детей)

### Драматургия
- 1959 — As Duas Faces